# Novi Banovci
Novi Banovci (en serbe cyrillique : Нови Бановци) est une localité de Serbie située dans la province autonome de Voïvodine. Elle fait partie de la municipalité de Stara Pazova dans le district de Syrmie (Srem). Au recensement de 2011, elle comptait 9 491 habitants.
Novi Banovci est officiellement classé parmi les villages de Serbie. Autrefois, la localité était connue sous le nom de Burgunae.

## Démographie

### Évolution historique de la population
| 1948  | 1953  | 1961  | 1971  | 1981  | 1991  | 2002  | 2011  |
| ----- | ----- | ----- | ----- | ----- | ----- | ----- | ----- |
| 1 341 | 1 451 | 1 592 | 1 842 | 4 077 | 6 354 | 9 358 | 9 491 |

|  |

Novi Banovci a connu une croissance démographique constante au cours du XXe siècle, notamment au cours des années 1990. Au cours de cette décennie, l'augmentation de la population s'explique par un important afflux de réfugiés au cours des guerres de Yougoslavie, et particulièrement après l'Opération Tempête, qui a contraint environ 250 000 Serbes à quitter la Croatie.